# Castoraeschna colorata
Castoraeschna colorata är en trollsländeart som först beskrevs av Martin 1908.  Castoraeschna colorata ingår i släktet Castoraeschna och familjen mosaiktrollsländor. Inga underarter finns listade i Catalogue of Life.